# رضا حلايمية
 رضا حلايمية  (1996 الجزائر) هو لاعب كرة قدم جزائري.

## روابط خارجية
- رضا حلايمية على موقع قاعدة بيانات كرة القدم.إي يو (الإنجليزية)
- رضا حلايمية على موقع ناشيونال فوتبول تيمز (الإنجليزية)
- رضا حلايمية على موقع Soccerway.com (الإنجليزية)